# Париж — Ницца
Париж — Ницца (фр. Paris–Nice) — шоссейная многодневная велогонка, с 1933 года проводящаяся по дорогам Франции. Гонка также известна как Гонка к солнцу (фр. La course au soleil, англ. The Race to the Sun), так как ежегодно проходит в первой половине марта, и как правило, начинается в холодных, ещё зимних условиях во французской столице, а финиширует с наступлением весенних солнечных дней на Лазурном берегу или на Коль-д'Эз в Ницце.
Париж — Ницца, одна из знаковых гонок в велоспорте. Она входит в календарь Мирового тура UCI и является первой гонкой сезона в Европе. Организатором соревнования выступает ASO, которая управляет большинством других французских гонок в Мировом туре UCI, в частности флагманами велоспорта: Тур де Франс и Париж — Рубе. В списке победителей гонки отметились такие великие велогонщики, как Жак Анкетиль, Эдди Меркс, Мигель Индурайн, Альберто Контадор. Самый успешный участник гонки — ирландец Шон Келли, одержавший семь побед подряд с 1982 по 1988 год.
Во время гонки 2003 года казахский гонщик Андрей Кивилёв скончался в результате травмы головы, полученной в результате падения. Его смерть побудила Международный союз велосипедистов (UCI) обязать велогонщиков использовать шлемы во всех соревнованиях по велоспорту, за исключением последней части этапа финишировавшего в гору. Позже правило было изменено, чтобы обязывать использовать шлемы в течение всех гонок без исключений.

## История

### Создание

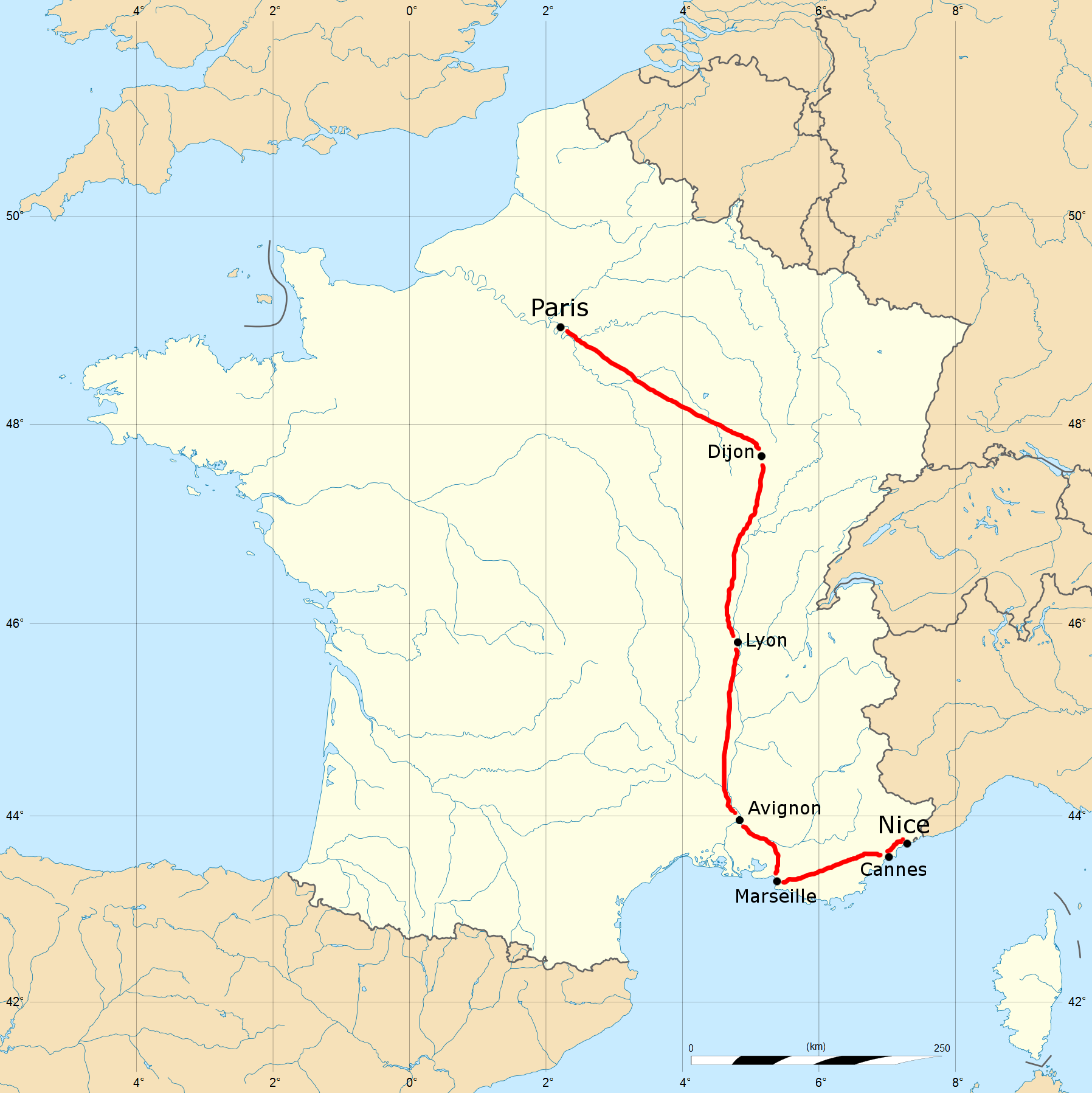
Маршрут первого издания гонки в 1933 году

Париж — Ницца была создана в 1933 году парижским медиамагнатом Альбертом Леженом с целью рекламирования своих газет: парижской Le Petit Journal и Le Petit Nice, выпускающейся в Ницце. Гонка связала французскую столицу с модным приморским городом Ницца на средиземноморском побережье Франции.
Первый выпуск гонки был проведен в марте вскоре после завершения сезона шестидневных велогонок на треке. Он состоял из шести этапов и был назван Les Six Jours de la Route (рус. Шесть дней шоссе). Первый этап проходил из Парижа в Дижон и имел протяжённость 312 км, оставаясь самым длинным этапом в истории гонки. Поскольку большинство горных дорог в то время года все ещё оставались непроходимыми из-за погодных условий, маршрут обходил Альпы и в основном следовал по нижней долине Роны. Все значительные подъёмы гонщики преодолевали в последний день на окраине Ниццы. Победу в общем зачёте одержал бельгиец Альфонс Схеперс, захвативший лидерство с первого этапа и удержав его до финиша соревнования.
Гонка прошла успешно и продолжалась ежегодно до 1939 года. Другие газеты из Южной Франции, такие как Lyon Républicain и Marseille-Matin, начали сотрудничество с Леженом и также спонсировали соревнование. В 1939 году к Ce Soir и Le Petit Nice присоединился журнал L'Auto. Морис Аршамбо в этом же году стал первым двукратным победителем. В 1940 году гонка была отменена из-за Второй мировой войны. После освобождения Франции в 1945 году основатель гонки Альбер Лежен был приговорен к смертной казни за сотрудничество с оккупантами и казнен.
В 1946 году Ce Soir возобновил гонку, и, хотя мероприятие имело коммерческий успех, газета прекратила спонсорство, и гонка не проводилась до 1950 года.

### Дорога к Солнцу

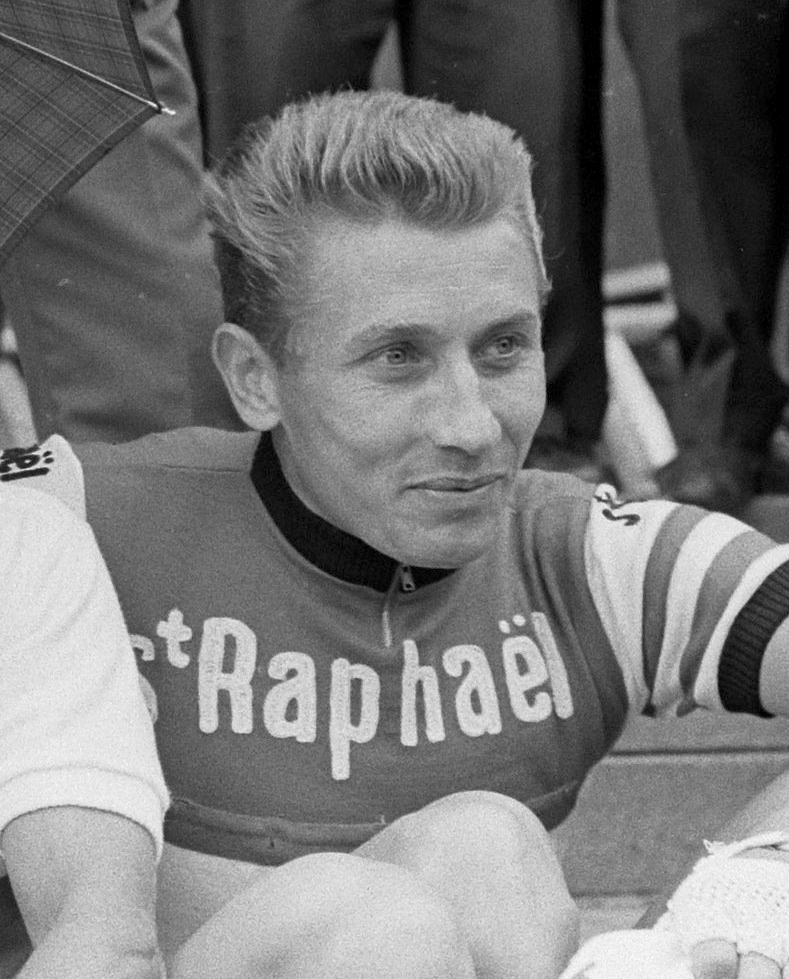
Жак Анкетиль выиграл гонку пять раз, часто сражаясь с Раймоном Пулидором

В 1951 году мэром Ниццы стал Жано Медесин. С целью популяризации Ниццы как быстрорастущего туристического центра и всего Лазурного берега, он возобновил гонку под названием «Париж — Лазурный берег». Организатором выступил еженедельный журнал Route et Piste. Название «Париж — Ницца» было восстановлено в 1954 году. Статус гонки вырос в 1950-х годах. Если сначала её рассматривали как подготовительный и тренировочный старт в начале сезона перед более важными гонками, то позднее за победой на «Гонке к солнцу» начали приезжать звёзды французского велоспорта, такие как Луисон Бобе и Жак Анкетиль. В 1957 году журналист Жан Лёлльо, ставший директором гонки в 1951 году, приобрел многодневку своей компанией Monde Six и стал её новым организатором.
В 1959 году была проведена гонка «Париж — Ницца — Рим» с отдельными классификациями: первой — из Парижа в Ниццу, второй — из Ниццы в Рим и третьей — в общем зачёте. Чрезмерная протяжённость гонки — 1955 километров за 11 дней — была подвергнута критике, и такой формат больше не повторялся. В 1966 году Париж — Ницца стал ареной соперничества икон французского шоссейного велоспорта Жака Анкетиля и Раймона Пулидора, которые в течение десятилетия разделяли французских фанатов. Анкетиль выиграл свой пятый и последний Париж — Ницца, превзойдя Поулидора на финальном этапе в Ницце.
В 1969 году заключительный этап был перенесён с морской набережной Ниццы на вершину горы Коль-д'Эз, с которой открывается вид на город. Молодой Эдди Меркс, победив на финальном этапе, завоевал свою первую из трёх подряд побед на гонке. Раймон Пулидор снова занял второе место, третьим на звёздном подиуме был Жак Анкетиль, для которого эта гонка стала последней. В 1972 году вечно второй Пулидор прервал серию «Каннибала», опередив на несколько секунд Меркса на заключительном этапа, проводившемся в формате индивидуальной раздельной гонки. В следующем году он повторил этот подвиг в возрасте 37 лет.
В 1980-х годах ирландский универсал Шон Келли выиграл гонку рекордных семь раз подряд. В 1990-х годах «Гонку к Солнцу» выиграли несколько выдающийся велогонщиков, в частности победители Вуэльты Испании испанец Мигель Индурайн и швейцарец Тони Ромингер. Самый успешный французский велогонщик 90-х годов Лоран Жалабер выиграл гонку три раза подряд, последний раз в 1997 году, и до сих пор является последним французским победителем. В 2000 году бывший велогонщик Лоран Финьон взял на себя организацию гонки вместо семьи Лёлльо. В 2002 году он продал права на гонку организации A.S.O..

### Гонка Мирового тура

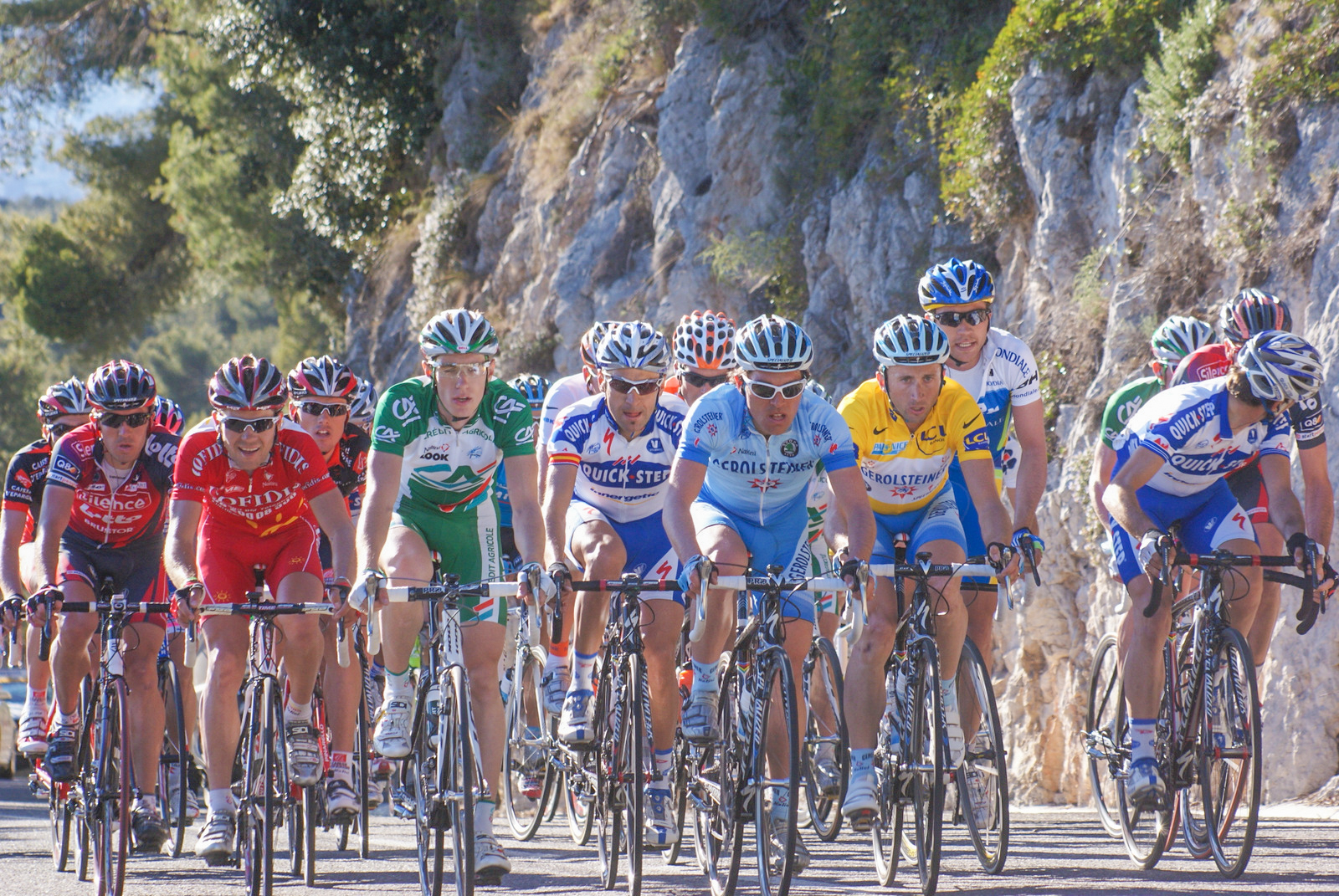
Давид Ребеллин в жёлтой майке лидера вместе с пелотоном, поднимающийся на Коль-д'Эз в 2008 году

Гонка 2003 года была омрачена смертью казахского гонщика Андрея Кивилёв на втором этапе. Он попал в завал и умер от полученной травмы головы. Кивилёв участвовал в гонке без шлема, что при падении на большой скорости стало причиной смерти в результате черепно-мозговой травмы. На следующий день пелотон во главе с его командой Cofidis нейтрализовали третий этап. Гонка возобновилась на следующий день, и на пятом этапе с финишем на Мон Фароне друг и соотечественник Кивилёва Александр Винокуров одержал сольную победу и пересёк финишную черту с изображением своего покойного друга. После этой трагедии руководство UCI обязало всех велогонщиков надевать шлемы во время гонок.
В 2005 году Париж — Ницца была включена в календарь ПроТура UCI. В 2008 году гонка оказалась в центре спора между UCI и ASO. 7 марта 2008 года, за два дня до старта Париж — Ницца 2008, президент UCI Пат Маккуэйд объявил, что все команды которые примут участие в гонке, будут лишены лицензии UCI. В тот же день Международная ассоциация профессиональных велосипедистов (AIGCP) большинством голосов решила принять участие в гонке. В конечном итоге проблема была решена, и с 2011 года Париж — Ницца выступает в качестве стартовой гонки Мирового тура UCI в Европе.
В 2012 году британский велогонщик Брэдли Уиггинс выиграл гонку, которая являлась частью его подготовки к Тур де Франс. Уиггинс был девятым гонщиком, который выиграл «Гонку к Солнцу» перед победой на Тур де Франс. За последние десять лет испанец Альберто Контадор и австралиец Ричи Порт выиграли гонку дважды.

## Маршрут

Маршрут 2015 года

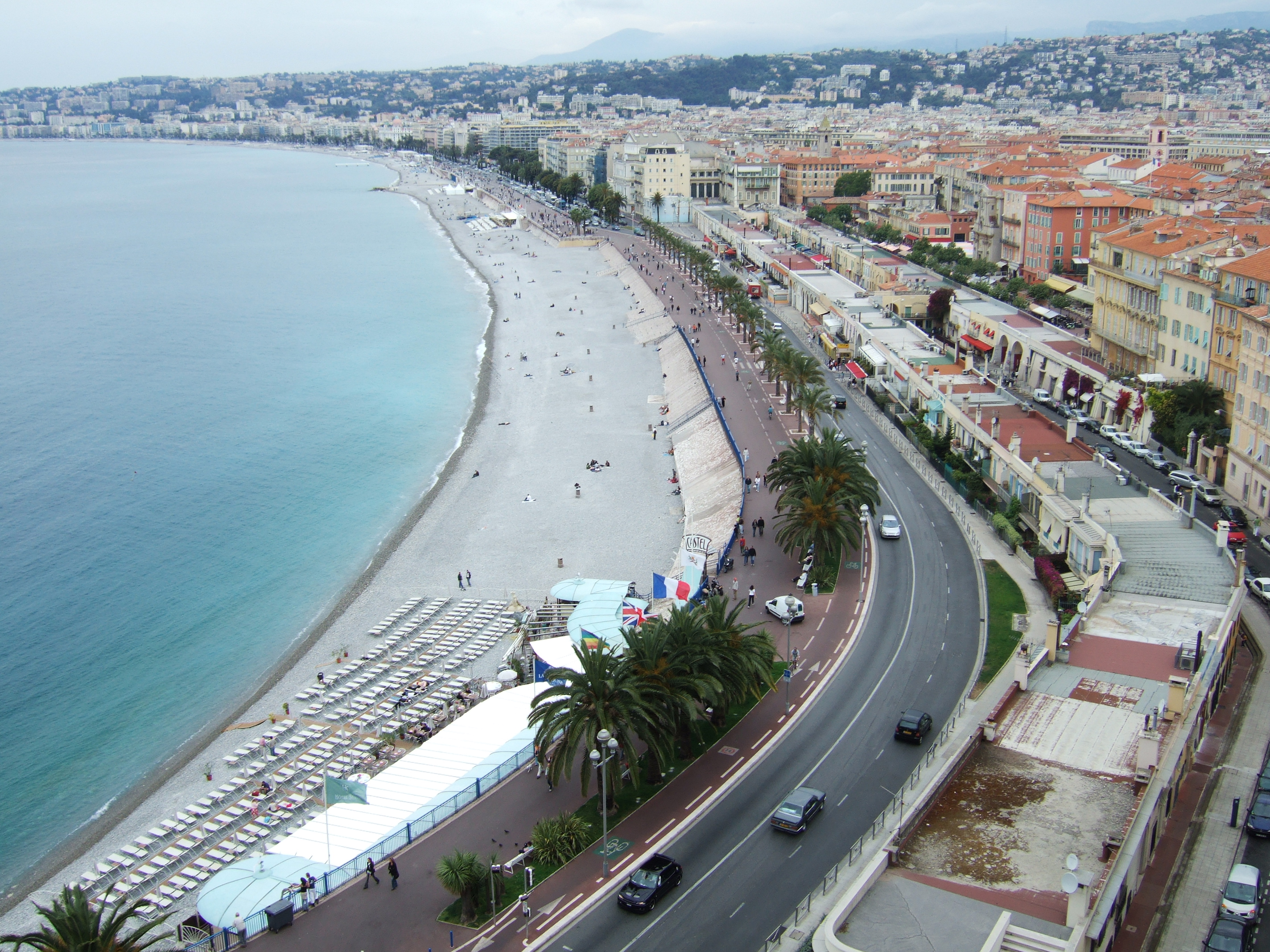
Париж-Ницца традиционно заканчивается на Английской набережной

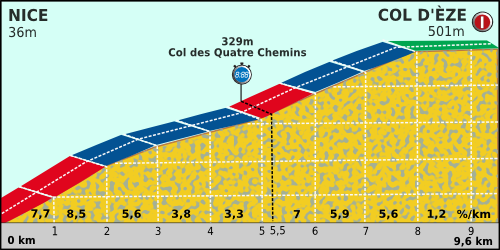
Профиль подъёма на Коль-д'Эз

На протяжении многих десятилетий маршрут Париж — Ницца развивался в традиционном и узнаваемом формате. Гонка начинается в воскресенье, чаще всего с пролога или (этапа-разделки) под Парижем, за которым следует серия этапов в направлении юга Франции. Из-за географии Франции, ранние этапы обычно равнинные и подходят для спринтеров, прежде чем дистанция пойдёт в южном направлении в сторону региона Прованс. Последняя, южная часть соревнования обычно содержит несколько холмистых и гористых этапов, которые являются решающими в борьбе за итоговую победу. Заключительный этап в воскресенье — это либо групповой этап, заканчивающийся на Английской набережной в Ницце, либо тяжелая индивидуальная гонка в гору на Коль-д'Эз, расположенной недалеко от Ниццы.
В некоторые годы маршрут Гонки к солнцу имеет значительные отличия от своего традиционного формата. Так в 2014 году в маршруте отсутствовали разделки. В 2015 году организаторы вернулись к традиционному формату, разместив старт в Ивелине к западу от Парижа, а затем двигаясь на юг. Ключевыми этапами были горный финиш на горе высшей категории Коль-де-ла-Круа-Шабуре во французском Центральном массиве на четвёртом этапе и завершающая разделка на Коль-д'Эз. Гонка 2016 года включала участки грунтовых дорог на первом этапе гонки и подъём на нижних склонах горы Мон-Венту на пятом этапе.

### Старт
До 1962 года гонка началась в Париже. С 1963 года организаторы обычно предпочитают начинать гонку в небольших городках и пригородах на окраине Парижа или даже далеко за пределами французской столицы. Большинство изданий началось в парижском регионе Иль-де-Франс, в том числе девять из Исси-ле-Мулино и шесть из Фонтене-су-Буа. В 1982 году гонка стартовала прологом за пределами Франции в бельгийском Мускроне, единственный раз в своей истории. Старт был проведён в четырёх других муниципалитетах за пределами Иль-де-Франса: Вильфранш-сюр-Сон в 1988 году, Шатору в 1996 году, Невер в 2001 году и Амийи в 2008 году. Последний раз Париж — Ницца начиналась в Париже в 2000 году, когда состоялся пролог в Венсенском лесу.

### Финиш
Париж — Ницца всегда финишировал в Ницце и имела только четыре разных финишных локации за свою историю. Семь довоенных изданий закончились на набережной Quai des États-Unis (Набережная Соединенных Штатов), а затем в 1946 году вышли на знаменитую Promenade des Anglais (Английская набережная). С 1969 по 1995 год гонка завершилась индивидуальной гонкой в гору на Коль-д'Эз, за исключением 1977 года, когда оползни перекрыли дорогу. Коль-д'Эз — это 9-километровый подъём, начинающееся от Ниццы и поднимающийся до высоты 507 метров. Он назван в честь деревни Эз (Èze), части коммуны Ниццы. Шон Келли пять раз побеждал на этапах до Коль-д'Эз за свое семилетнее господство на гонке. В 2020 году гонка фактически завершилась этапом Ницца - Вальдеблор.
В 1996 году финиш был перенесен обратно на Английскую набережную из-за малого количества зрителей на Коль-д'Эз. В 1996 и 1997 годах финальным этапом на улицах Ниццы была обычная (равнинная) индивидуальная гонка, на которых соответственно победили Крис Бордман и Вячеслав Екимов. С 1998 по 2011 год заключительным этапом были групповые этапы — обычно по холмистой местности с подъёмами Коль-д'Эз и Ла-Турби, со стартом и финишем в Ницце. В последние годы в качестве финального этапа гонки часто возвращаются индивидуальные гонки в гору на Коль-д'Эз. В 2012 году Брэдли Уиггинс установил новый рекорд скорости восхождения на этот подъём — 19 мин. 12 сек.

## Лидерские майки
- Лидер общего зачёта с 2008 года носит жёлтую майку. При создании гонки в 1933 году майка лидера была лазурного и золотого цвета, напоминая Средиземное море и солнечное небо. В 1946 году — зелёной. В 1951 году организаторы выбрали жёлтую майку с оранжевым кантом, которая сменилась на полностью белую с 1955 по 2001 год. В 2002 году, после того как A.S.O. стала организатором гонки, лидерская майка была жёлто-белой, а затем в 2008 году сменилась на жёлтую, отражая майку лидера Тур де Франс.

- Майка лидера очковой классификации зелёная с 2008 года, какой она была с 1954 по 1984 год (за исключением нескольких лет когда она была розовой). С 1985 по 1996 год классификация не разыгрывалась. С 1997 по 1999 год, после возобновления зачёта, майка была жёлтого цвета в честь спонсора Béghin-Say. Затем ещё несколько раз меняет свои цвета: 2000 год — розовая, 2001 — фиолетовая и с 2002 по 2007 — зелёно-белая.

- Майка «горного короля», как и на Тур де Франс, имеет белый цвет с красными точками (гороховая) с момента организации гонки компанией A.S.O. Впервые классификация была введена в 1952 году и цвет майки менялся несколько раз. В 1970-х она была жёлтого и красного цвета, позже белого и лилового. В 1984 году майка стала жёлтого и синего цвета (цвета её спонсора Crédit Lyonnais), а на следующий год синего. Agrigel стал спонсором зачёта в 1990 году и изменил цвета майки на жёлтый и синий.

- Майка лучшего молодого гонщика была представлена в 2002 году и до 2006 года она имела бело-голубые цвета. С 2007 года она белая.[27][28]

## Призёры

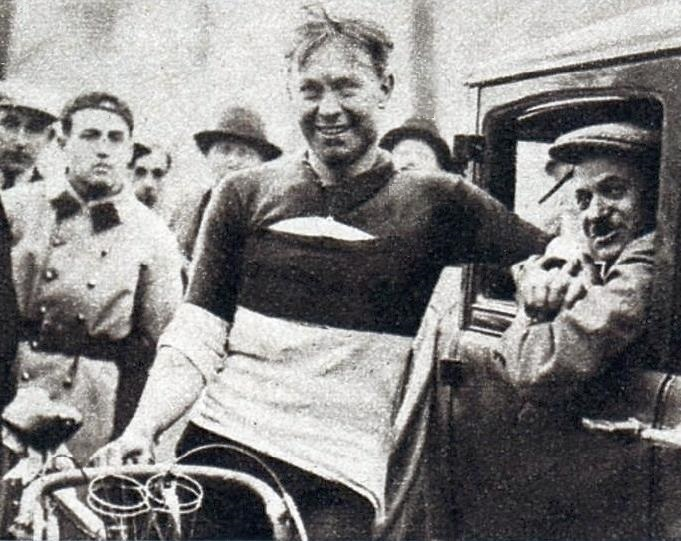
Победитель первой гонки Альфонс Схеперс сразу после её окончания в 1933 году

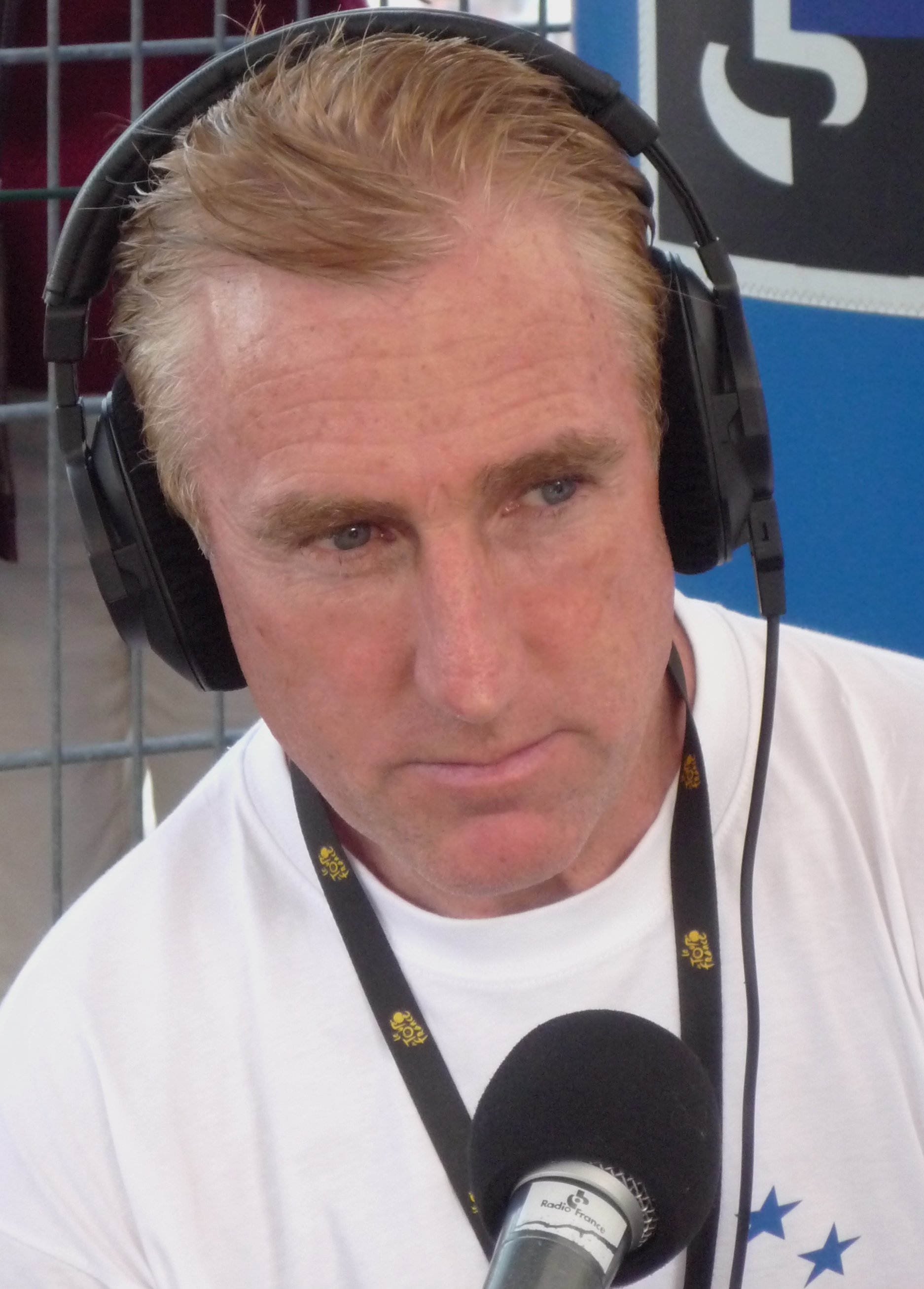
Шон Келли семикратный победитель (фото 2009 года)

| Год                        | Победитель            | Второй                | Третий                  |
| -------------------------- | --------------------- | --------------------- | ----------------------- |
| 1933                       | Альфонс Схеперс       | Луи Хардиквест        | Бенуа Фор               |
| 1934                       | Гастон Ребри ст.      | Роже Лапебье          | Морис Аршамбо           |
| 1935                       | Рене Вьетто           | Антуан Диньеф         | Рауль Лесюёр            |
| 1936                       | Морис Аршамбо         | Жан Фонтене           | Альфонс Делор           |
| 1937                       | Роже Лапебье          | Сильвен Маркаилло     | Альберт Ван Схендел     |
| 1938                       | Жюль Лови             | Альбертин Диссо       | Антон Ван Схендел       |
| 1939                       | Морис Аршамбо         | Франс Бондюэль        | Жерар Десме             |
| 1940 - 1945 не проводилась |                       |                       |                         |
| 1946                       | Фермо Камеллини       | Морис де Муер         | Франс Бондюэль          |
| 1947 - 1950 не проводилась |                       |                       |                         |
| 1951                       | Роже Декок            | Люсьен Тессер         | Клэбер Пиот             |
| 1952                       | Луисон Бобе           | Донато Дзампини       | Раймонд Импанис         |
| 1953                       | Жан-Пьер Мунк         | Роже Валковяк         | Роже Бертаз             |
| 1954                       | Раймонд Импанис       | Нелло Лореди          | Франсис Анастази        |
| 1955                       | Жан Бобе              | Пьер Молинье          | Бернард Готье           |
| 1956                       | Альфред Де Брёйне     | Пьер Барботин         | Франсуа Маэ             |
| 1957                       | Жак Анкетиль          | Дезире Кетелер        | Жан Бранкар             |
| 1958                       | Альфред Де Брёйне     | Паскуале Форнара      | Жермен Дерийке          |
| 1959                       | Жан Грачик            | Жерар Сент            | Пьерино Баффи           |
| 1960                       | Раймонд Импанис       | Франсуа Маэ           | Robert Cazala           |
| 1961                       | Жак Анкетиль          | Жозеф Гроссар         | Йозеф Планкарт          |
| 1962                       | Йозеф Планкарт        | Том Симпсон           | Рольф Вольфсхол         |
| 1963                       | Жак Анкетиль          | Руди Альтиг           | Рик Ван Лой             |
| 1964                       | Ян Янссен             | Жан-Клод Аннаер       | Жан Форестье            |
| 1965                       | Жак Анкетиль          | Руди Альтиг           | Итало Зильоли           |
| 1966                       | Жак Анкетиль          | Раймон Пулидор        | Витторио Адорни         |
| 1967                       | Том Симпсон           | Бернар Гюйо           | Рольф Вольфсхол         |
| 1968                       | Рольф Вольфсхол       | Фердинанд Бракке      | Жан-Луи Бодин           |
| 1969                       | Эдди Меркс            | Раймон Пулидор        | Жак Анкетиль            |
| 1970                       | Эдди Меркс            | Луис Оканья           | Ян Янссен               |
| 1971                       | Эдди Меркс            | Йёста Петтерссон      | Луис Оканья             |
| 1972                       | Раймон Пулидор        | Эдди Меркс            | Луис Оканья             |
| 1973                       | Раймон Пулидор        | Йоп Зутемелк          | Эдди Меркс              |
| 1974                       | Йоп Зутемелк          | Алан Санти            | Эдди Меркс              |
| 1975                       | Йоп Зутемелк          | Эдди Меркс            | Джерри Кнетеманн        |
| 1976                       | Мишель Лорен          | Хенни Кёйпер          | Луис Оканья             |
| 1977                       | Фредди Мартенс        | Джерри Кнетеманн      | Жан-Люк Ванденбрук      |
| 1978                       | Джерри Кнетеманн      | Бернар Ино            | Йоп Зутемелк            |
| 1979                       | Йоп Зутемелк          | Свен-Аке Нильссон     | Джерри Кнетеманн        |
| 1980                       | Жильбер Дюкло-Лассаль | Штефан Муттер         | Джерри Кнетеманн        |
| 1981                       | Стивен Роуч           | Адри ван дер Пул      | Альфонс Де Вольф        |
| 1982                       | Шон Келли             | Жильбер Дюкло-Лассаль | Жан-Люк Ванденбрук      |
| 1983                       | Шон Келли             | Жан-Мари Грезе        | Стивен Рокс             |
| 1984                       | Шон Келли             | Стивен Роуч           | Бернар Ино              |
| 1985                       | Шон Келли             | Стивен Роуч           | Фредерик Вишо           |
| 1986                       | Шон Келли             | Урс Циммерман         | Грег Лемонд             |
| 1987                       | Шон Келли             | Жан-Франсуа Бернар    | Лоран Финьон            |
| 1988                       | Шон Келли             | Ронан Пенсек          | Хулиан Гороспе          |
| 1989                       | Мигель Индурайн       | Стивен Роуч           | Марк Мадьо              |
| 1990                       | Мигель Индурайн       | Стивен Роуч           | Люк Леблан              |
| 1991                       | Тони Ромингер         | Лоран Жалабер         | Мартьяль Гайан          |
| 1992                       | Жан-Франсуа Бернар    | Тони Ромингер         | Мигель Индурайн         |
| 1993                       | Алекс Цулле           | Лоран Безаул          | Паскаль Лэнс            |
| 1994                       | Тони Ромингер         | Хесус Монтойя         | Вячеслав Екимов         |
| 1995                       | Лоран Жалабер         | Владислав Бобрик      | Алекс Цулле             |
| 1996                       | Лоран Жалабер         | Лэнс Армстронг        | Крис Бордман            |
| 1997                       | Лоран Жалабер         | Лоран Дюфо            | Сантьяго Бланко         |
| 1998                       | Франк Ванденбрук      | Лоран Жалабер         | Марселино Гарсия Алонсо |
| 1999                       | Майкл Богерд          | Маркус Цберг          | Сантьяго Ботеро         |
| 2000                       | Андреас Клёден        | Лоран Брошар          | Франсиско Мансебо       |
| 2001                       | Дарио Фриго           | Раймондас Румшас      | Петер Ван Петегем       |
| 2002                       | Александр Винокуров   | Санди Касар           | Лоран Жалабер           |
| 2003                       | Александр Винокуров   | Микель Саррабейтия    | Давиде Ребеллин         |
| 2004                       | Йорг Якше             | Давиде Ребеллин       | Бобби Джулич            |
| 2005                       | Бобби Джулич          | Алехандро Вальверде   | Константино Забалла     |
| 2006                       | Флойд Лэндис          | Пачи Вила             | Антонио Колом           |
| 2007                       | Альберто Контадор     | Давиде Ребеллин       | Луис Леон Санчес        |
| 2008                       | Давиде Ребеллин       | Ринальдо Ночентини    | Ярослав Попович         |
| 2009                       | Луис Леон Санчес      | Фрэнк Шлек            | Сильвен Шаванель        |
| 2010                       | Альберто Контадор     | Луис Леон Санчес      | Роман Кройцигер         |
| 2011                       | Тони Мартин           | Андреас Клёден        | Брэдли Уиггинс          |
| 2012                       | Брэдли Уиггинс        | Лиуве Вестра          | Алехандро Вальверде     |
| 2013                       | Ричи Порт             | Эндрю Талански        | Жан-Кристоф Перо        |
| 2014                       | Карлос Бетанкур       | Руй Кошта             | Артур Вишо              |
| 2015                       | Ричи Порт             | Михал Квятковский     | Симон Шпилак            |
| 2016                       | Герайнт Томас         | Альберто Контадор     | Ричи Порт               |
| 2017                       | Серхио Энао           | Альберто Контадор     | Дэниэл Мартин           |
| 2018                       | Марк Солер            | Саймон Йейтс          | Горка Исагирре          |
| 2019                       | Эган Берналь          | Наиро Кинтана         | Михал Квятковский       |
| 2020                       | Максимилиан Шахман    | Тиш Бенот             | Серхио Игита            |
| 2021                       | Максимилиан Шахман    | Александр Власов      | Ион Исагирре            |
| 2022                       | Примож Роглич         | Саймон Йейтс          | Даниэль Мартинес        |
| 2023                       | Тадей Погачар         | Давид Годю            | Йонас Вингегор          |
| 2024                       | Маттео Йоргенсон      | Ремко Эвенепул        | Брэндон Макналти        |
| 2025                       | Маттео Йоргенсон      | Флориан Липовиц       | Тимен Аренсман          |

## Рекорд побед

### Индивидуально
| Побед | Гонщик              | Года                                     |
| ----- | ------------------- | ---------------------------------------- |
| 7     | Шон Келли           | 1982, 1983, 1984, 1985, 1986, 1987, 1988 |
| 5     | Жак Анкетиль        | 1957, 1961, 1963, 1965, 1966             |
| 3     | Эдди Меркс          | 1969, 1970, 1971                         |
| 3     | Йоп Зутемельк       | 1974, 1975, 1979                         |
| 3     | Лоран Жалабер       | 1995, 1996, 1997                         |
| 2     | Морис Аршамбо       | 1936, 1939                               |
| 2     | Раймонд Импанис     | 1954, 1960                               |
| 2     | Альфред Де Брюйн    | 1956, 1958                               |
| 2     | Раймон Пулидор      | 1972, 1973                               |
| 2     | Мигель Индурайн     | 1989, 1990                               |
| 2     | Тони Ромингер       | 1991, 1994                               |
| 2     | Александр Винокуров | 2002, 2003                               |
| 2     | Альберто Контадор   | 2007, 2010                               |
| 2     | Ричи Порт           | 2013, 2015                               |

### По странам
| Побед | Страна                                 |
| ----- | -------------------------------------- |
| 21    | Франция                                |
| 13    | Бельгия                                |
| 8     | Ирландия                               |
| 6     | Нидерланды · Испания                   |
| 4     | Германия · Великобритания              |
| 3     | Италия · Швейцария                     |
| 2     | Австралия · Казахстан · США · Колумбия |